# Mircea Corneliu Spătaru

Monumentul “Nicolae Bălcescu”, bronz, Parcul Izvorul Rece, București,
inaugurat 6 decembrie 2007

Mircea Corneliu Spătaru (n. 27 iulie 1937, Epureni, Duda Epureni, județul Vaslui – d. 31 august - 1 septembrie 2011, Cluj-Napoca), a fost un sculptor, pictor, caricaturist și ceramist român, profesor universitar, personalitate marcantă a artei românești.

## Studii, Titluri, Funcții universitare
- Absolvent al Institutului de Arte Plastice “Ion Andreescu” din Cluj-Napoca, promoția 1962 ;
- Cadru didactic la Institutul de Arte Plastice « Ion Andreescu » din Cluj-Napoca, 1964-1987 ;
- Profesor universitar, Rector al Universității Naționale de Arte din București, perioada 1990-2004.

## Expoziții personale după 1990
- 1990 - Bienala de la Veneția
- 1990 – Expoziție de sculptură, Sala Dalles, București
- 1991 – Expoziție de sculptură , UNESCO, Paris
- 1991 – Expoziție de sculptură, Le Mans, Franța
- 1996 – Expoziție de sculptură, Art Expo, Visivarosi Galeria, Ungaria

## Participări la Expoziții Naționale
- 1990 – Expoziție de sculptură, Sala Dalles, Bucuresti
- 1972 – Expoziție de sculptură, Galeria Noua, Bucuresti, expozitie personala;
- 1984 – Expoziție de sculptură « Semn – modern și tradiție – universul cultural al cioplirii lemnului la români » - Bucuresti;
- 1987 – Expoziție de sculptură – Expresivitate si Tehnologie in arta contemporana – Bucuresti;
- 1990 – Expoziție « 10 + 1 » Salile Dalles, Bucuresti
- 2005 – Expoziție la Palatele Brancovenesti Mogosoaia – « Autoportret »  - Bucuresti;

## Participări la Expoziții Internaționale
- 1971 – Paris, Franta – A VII-a Bienala Internationala a Tineretului ;
- 1973 – Paris, Franta – A VIII-a Bienala Internationala a Tineretului
- 1971,1972,1978 – Barcelona,Spania Concursul international de desen Juan Miro ;
- 1971,1977,1978 – Budapesta, Ungaria – Bienala Internationala de Sculptura mică
- 1974,1978 – Varsovia, Polonia, Expozitie internationala de desen și sculptură
- 1974,1981 – Wroclaw, Polonia, Trienala Internationala de desen ;
- 1991,1992,1993 – ARTEXPO – Budapesta ;

## Monumente și Ansambluri Sculpturale de For Public
- 1969 – “Grup statuar ambiental” – Ciment, Casa Radio, Cluj;
- 1998 – Ansamblul monumental “Iuliu Maniu”, bronz, Piața Revoluției, București - (http://100eyes.ro/mediaserver/t/y/f789895037a1674d8cd537d3703a7f75_metropotam/);
- 1999 – Sculptura ambientală – oțel, Galați;
- 2000 – “Ion Mihalache” – bronz, Topoloveni;
- 2005 – Monumentul (cenotaf) “Moise Nicoară” – bronz, Biserica Mavrogheni, București;
- 2006 – Statuia lui Charles de Gaulle din București – bronz, Piața Charles de Gaulle, București,- (http://farm4.static.flickr.com/3333/3418425052_f063a1712a.jpg?v=0)
- 2007 – Monumentul “Carol I”, bronz, Craiova, (http://www.primariacraiova.ro/pcv/gallery/Agenda-primarului/carol-2008-2.jpg%5Bnefuncțională%5D)
- 2007 – Monumentul “Nicolae Bălcescu”, bronz, Parcul Izvorul Rece, București,-(http://www.ps2.ro/Pagini/Stirea_zilei/04_Evenimente/2007/12/06/06.12.%20SITE%20BALCESCU/P1070644.JPG%5Bnefuncțională%5D)[5]

## Premii
- 1969 – Premiul Uniunii Artistilor Plastici din Romania pentru sculptura
- 1971, 1972, 1973 – Mentiune la concursul international de desen Juan Miro, Barcelona, Spania
- 1971 – Premiul “Ion Andreescu” al Academiei Romane
- 1972 – Premiul pentru Tineret al Uniunii Artistilor Plastici – Cluj
- 1972 – Premiul III Ex Aequo la concursul international de desen Notto, Italia
- 1972 – Premiul Criticii al Uniunii Artistilor Plastici din Romania
- 1974 – Premiul Uniunii Artistilor Plastici din Romania pentru arta monumentala1978 – Mentiune speciala (grup portelan,utilitate,expresie) la expozitia internationala din Erfurt, Germania
- 1985 – Premiul I Concurs desen pictura – Rho-Milano, Italia
- 1985 – Premiul special al juriului – Expozitie de desen si pictura Barcelona
- 1994 – Premiul special al Uniunii Artistilor Plastici
- 1998 – Premiul revistei “Flacara”
- 1999 – “Omul anului” declarat de revista “Privirea”
- 2000 – Ordinul National “Serviciul Credincios in grad de Mare Ofiter” din partea Presedintiei Romaniei
- 2003 – Premiul revistei “Cuvantul”

## Studii și articole în cărți și reviste de specialitate, filme documentare de televiziune și comentarii radio și tv
Despre arta maestrului Mircea Spătaru, au scris numeroase personalități ale culturii române precum:  
Dan Hăulică, Andrei Pleșu, Răzvan Theodorescu, Ion Frunzetti, Theodor Enescu, Anca Arghir, Anatol Mandrescu, Laszlo Beke, Nicolae Breban, Mircea Deac, Radu Bogdan, Ioan Buduca, Cornel Antim, Ioan Grosan, Ioana Vlasiu, Pavel Susara, Aurelia Mocanu, Alexandra Titu, Ruxandra Garofeanu-Nadejde, Mihaela Cristea